# Fiby urskogs naturreservat
Fiby urskog är ett naturreservat i Vänge socken 15 km väster om Uppsala. Naturreservatet avgränsas i norr av Fibysjön.
Skogen tillhör Uppsala stift och är i princip naturskog som varit nästan obrukad av människor sedan slutet av 1700-talet, förutom att en vandringsstig röjts genom området. Mycket gamla löv- och barrträd finns inom området, både upprättstående och fallna som fått ligga, förutom de som fallit över promenadstigen. Urskogen har ett mycket rikt djurliv, och den tretåiga hackspetten har blivit något av en karaktärsart i Fiby urskog när det gäller fåglar.
Länsstyrelsen i Uppsala län beslutade i början av 2022 att stänga av den stig som besökare kan använda sig av för att ta sig genom urskogen. Detta då området sedan den varma sommaren 2018 varit mycket utsatt för granbarksborrar vilket fått till följd att delar urskogen dött och fallit eller riskerar att falla, vilket i sin tur kan innebära en fara för besökare.

## Bilder

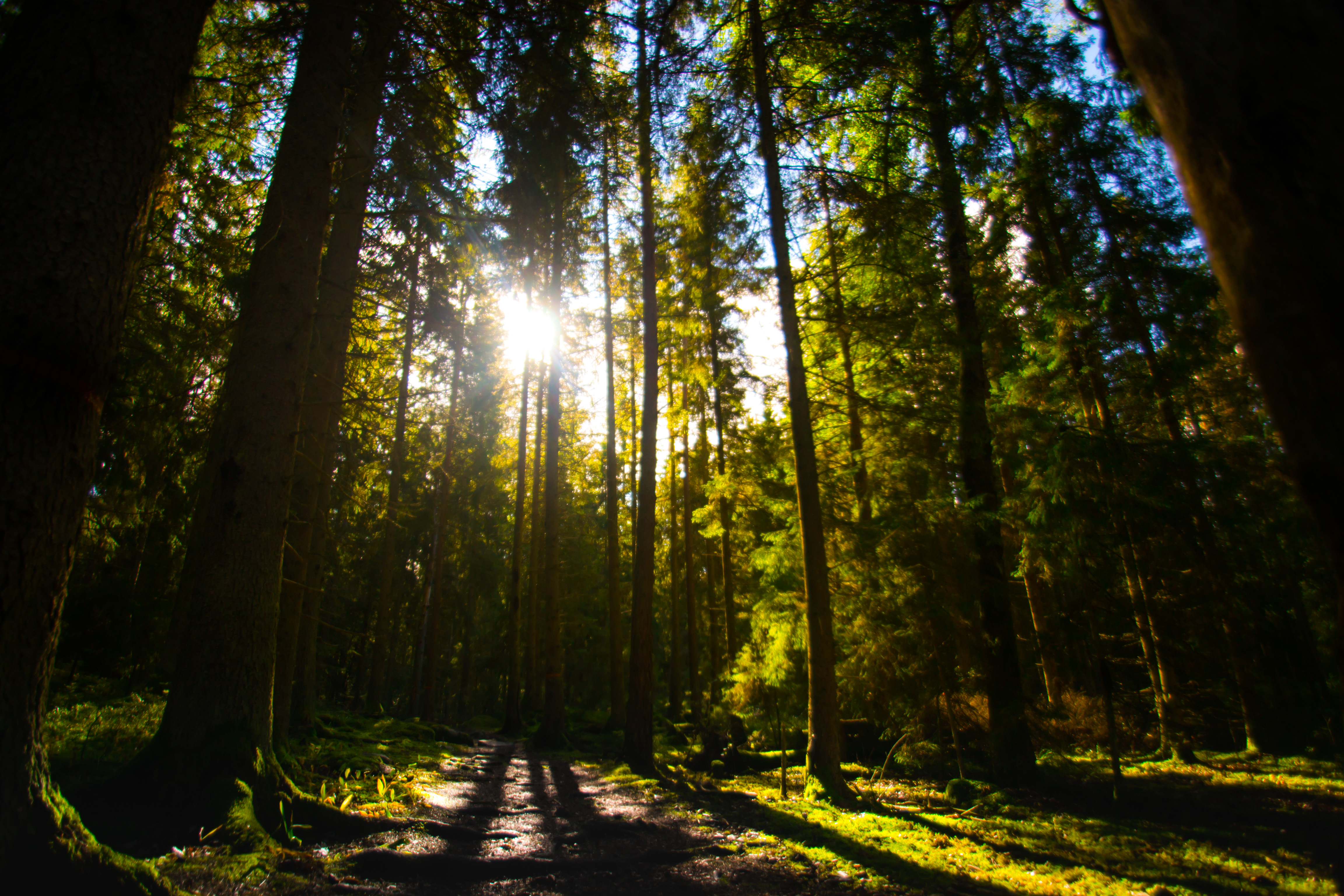
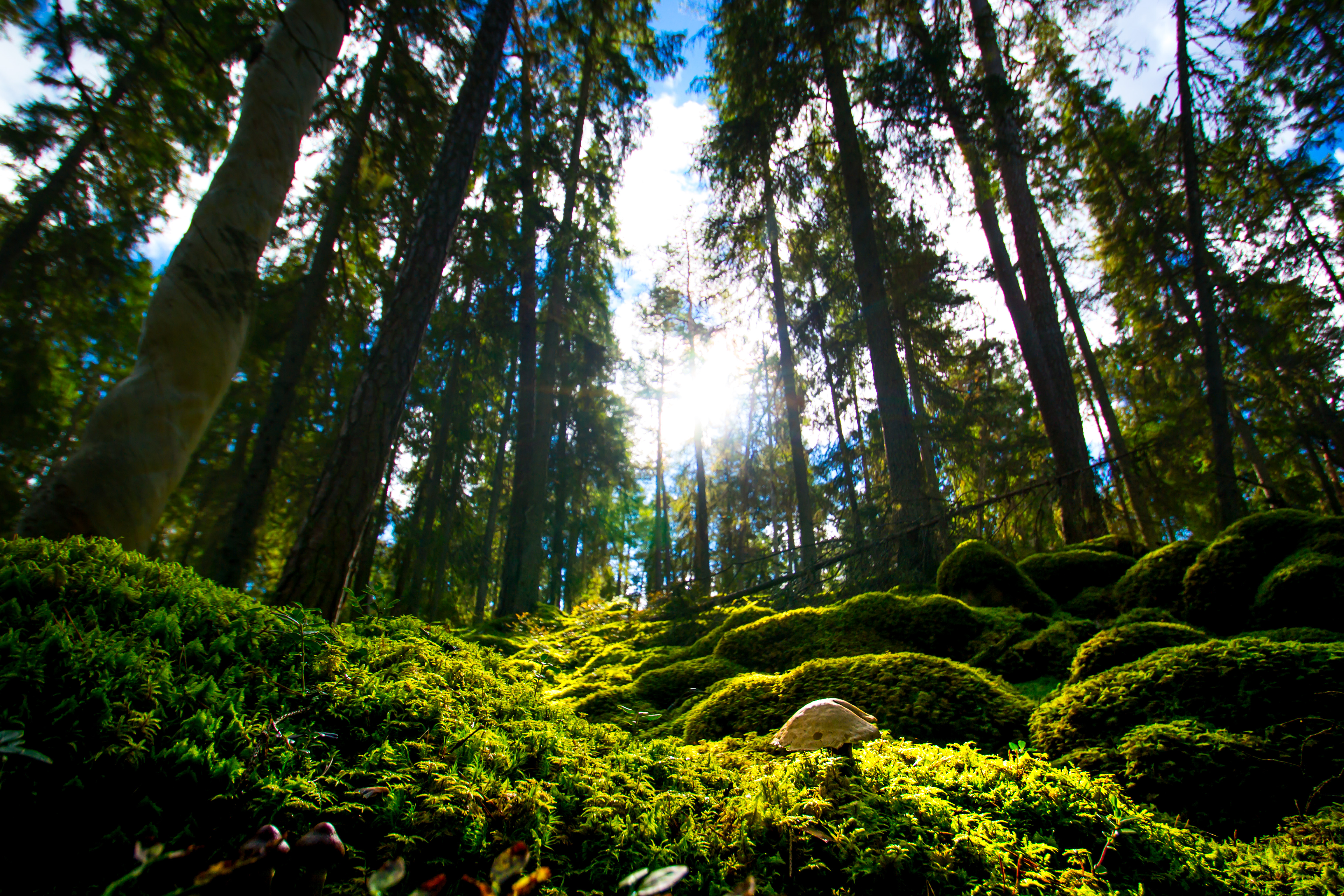
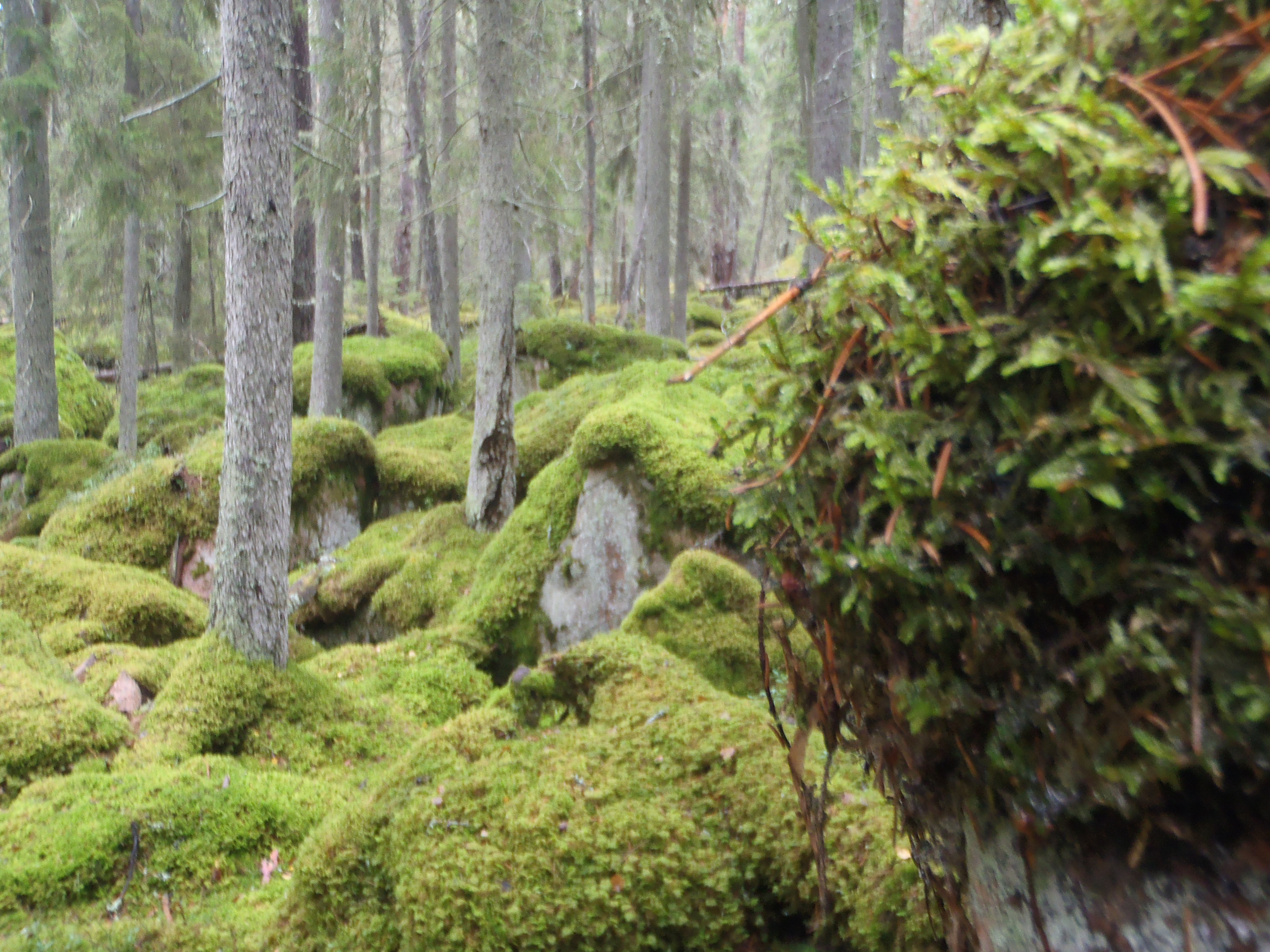